# Melodie Ngatai
Melodie Ngatai coniugata Bosman (25 giugno 1976) è un'ex rugbista a 15 neozelandese, nota anche come Mel Ngatai, due volte campionessa del mondo con le Black Ferns.

## Biografia
Cresciuta nel Waikato, in cui militò per otto stagioni, fu un'esordiente relativamente tardiva nelle Black Ferns, avendovi debuttato nel giugno 2004 a quasi 28 anni.
Con le neozelandesi in maglia nera, tuttavia, vinse sia la Coppa del Mondo 2006 in Canada che, quattro anni più tardi, quella del 2010 in Inghilterra, nella cui finale fu schierata da titolare.
Benché utilizzata soprattutto come riserva, la sua affidabilità in campo le valse, a 37 anni, la convocazione in una serie di test match contro l'Inghilterra, nel corso della quale fu una delle giocatrici che presero parte al millesimo test match della storia del rugby internazionale femminile.
Nel 2013, Bosman ha giocato le International Series contro l'Inghilterra vincendo tutte e tre le partite. È stata nominata capo allenatore del Tasman Mako nella Farah Palmer Cup del 2020.

## Palmarès
- Coppe del mondo: 3
Nuova Zelanda: 2006, 2010
- National Provincial Championship: 1
Auckland: 2004